# Liczba Cauchy’ego
Liczba Cauchy’ego, {\displaystyle \mathrm {Ca} } – jedna z bezwymiarowych liczb podobieństwa używanych w mechanice płynów do opisu przepływów ściśliwych. Jej nazwa pochodzi od nazwiska francuskiego matematyka Augustina Cauchy.
W przypadku gdy ściśliwości płynu nie można zaniedbać, aby zachować podobieństwo dynamiczne siły bezwładności oraz sprężystości muszą być rozpatrywane łącznie. Liczba Cauchy’ego jest więc definiowana jako stosunek wartości tych sił w rozpatrywanym przepływie i może być zapisana jako:
{\displaystyle \mathrm {Ca} ={\frac {\rho v^{2}}{K}},}
gdzie:
{\displaystyle \rho } = gęstość płynu (jednostka SI: kg/m³),
{\displaystyle v} = lokalna prędkość płynu (jednostka SI: m/s),
{\displaystyle K} = Współczynnik sprężystości objętościowej (jednostka SI: Pa).

## Relacja między Liczbą Cauchy’ego i liczbą Macha
W przemianie izentropowej, liczba Cauchy’ego może być wyrażona w powiązaniu z liczbą macha. Izentropowy współczynnik sprężystości objętościowej {\displaystyle K_{s}=\gamma p,} gdzie {\displaystyle \gamma } jest wykładnikiem adiabaty, a {\displaystyle p} jest ciśnieniem płynu.
Przy założeniu że płyn jest gazem doskonałym (czyli podlega równaniu Clapeyrona) otrzymamy:
{\displaystyle K_{s}=\gamma p=\gamma \rho RT=\,\rho a^{2},}
gdzie:
{\displaystyle a={\sqrt {\gamma RT}}} = prędkość dźwięku (jednostka SI: m/s),
{\displaystyle R} = Stała gazowa (jednostka SI: J/(kg K)),
{\displaystyle T} = temperatura (jednostka SI: K).
Podstawiając {\displaystyle K_{s}} zamiast {\displaystyle K} w równaniu na {\displaystyle \mathrm {Ca} ,} otrzymamy:
{\displaystyle \mathrm {Ca} ={\frac {v^{2}}{a^{2}}}=M^{2}.}
Podsumowując, liczba Cauchy’ego równa jest kwadratowi liczby Macha podczas izentropowego przepływu (przemiana izentropowa) gazu doskonałego.